# 莫納斯特雷茨 (赫拉博韋茨-杜利貝市鎮)
49°12′42″N 23°42′51″E / 49.21167°N 23.71417°E

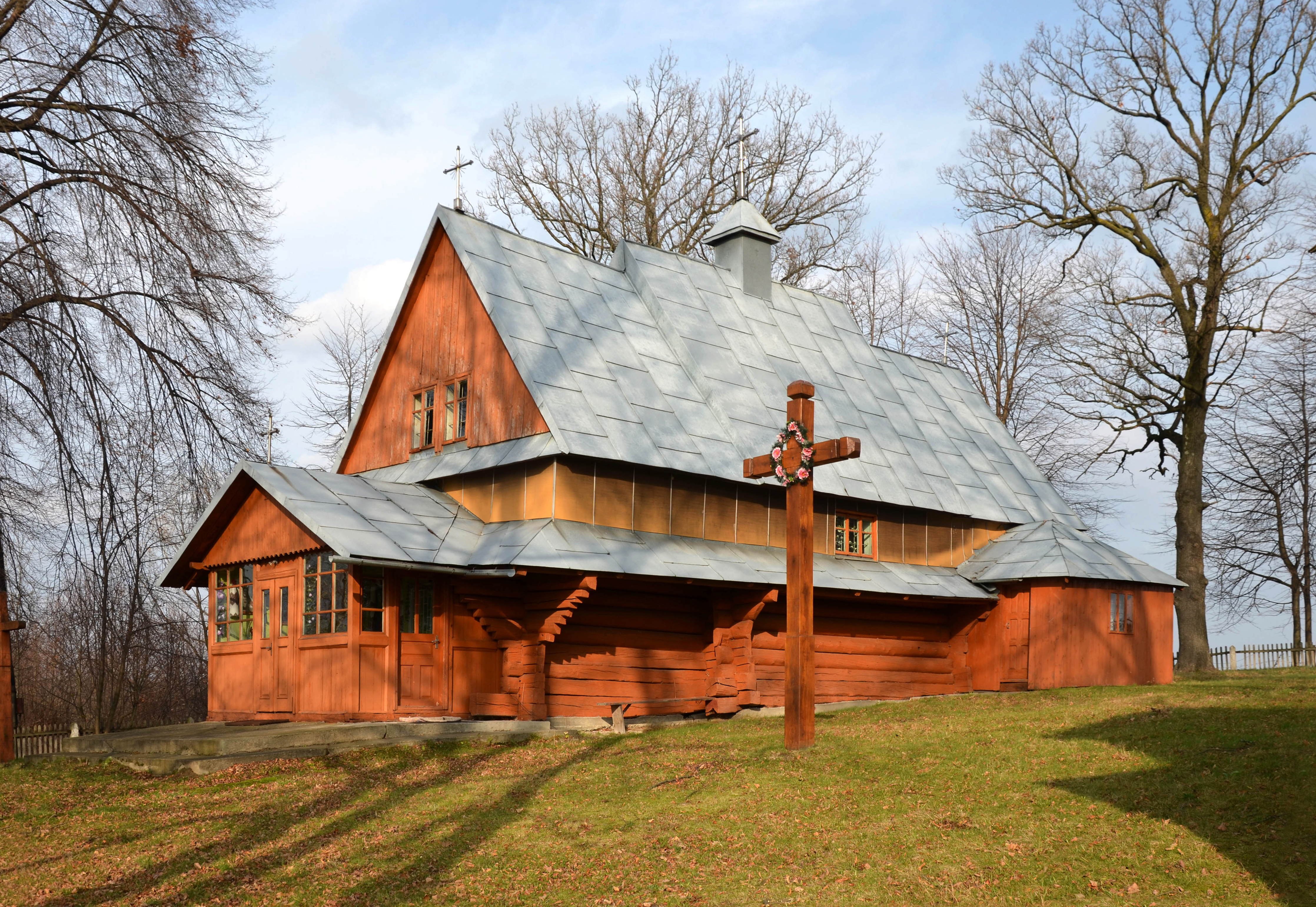
教堂

莫納斯特雷茨（羅馬化：Monastyrets）是烏克蘭的村落，位於該國西部利沃夫州，由斯特雷區赫拉博韋茨-杜利貝市鎮負責管轄，始建於1384年，面積12.94平方公里，海拔高度335米，2001年人口411，人口密度每平方公里31.76人。